# Jeronim (ime)
Jeronim je moško osebno ime.

## Izvor imena
Ime Jeronim  je različica moškega osebnega imena Hieronim.

## Pogostost imena
Po podatkih Statističnega urada Republike Slovenije je bilo na dan 31. decembra 2007 v Sloveniji moških oseb z imenom Jeronim: 15.

## Osebni praznik
V koledarju je ime Jeronim zapisano skupaj z imenom Hieronim.